# Tranvía de Leipzig
El Tranvía de Leipzig (en alemán: Straßenbahnnetz Leipzig) es parte del sistema de transporte público de Leipzig, en el estado federal de Sajonia, Alemania. Abrió en 1872, y Leipziger Verkehrsbetriebe gestiona la red desde 1938.
Con sus dieciséis líneas, una longitud total de 148,3 km y 510 estaciones, esta red es actualmente la segunda mayor de Alemania, tras el Tranvía de Berlín.